# Straße von Singapur
Die Straße von Singapur verläuft zwischen dem Stadtstaat Singapur als dem Südende der Malaiischen Halbinsel und den südlich davon gelegenen indonesischen Riau-Inseln. Sie verbindet die westlich gelegene Straße von Malakka mit dem östlich gelegenen Südchinesischen Meer. Zusammen mit der Straße von Malakka verzeichnet sie ein hohes Aufkommen an Frachtschiffen und ist Teil weltweiter Handelsrouten.

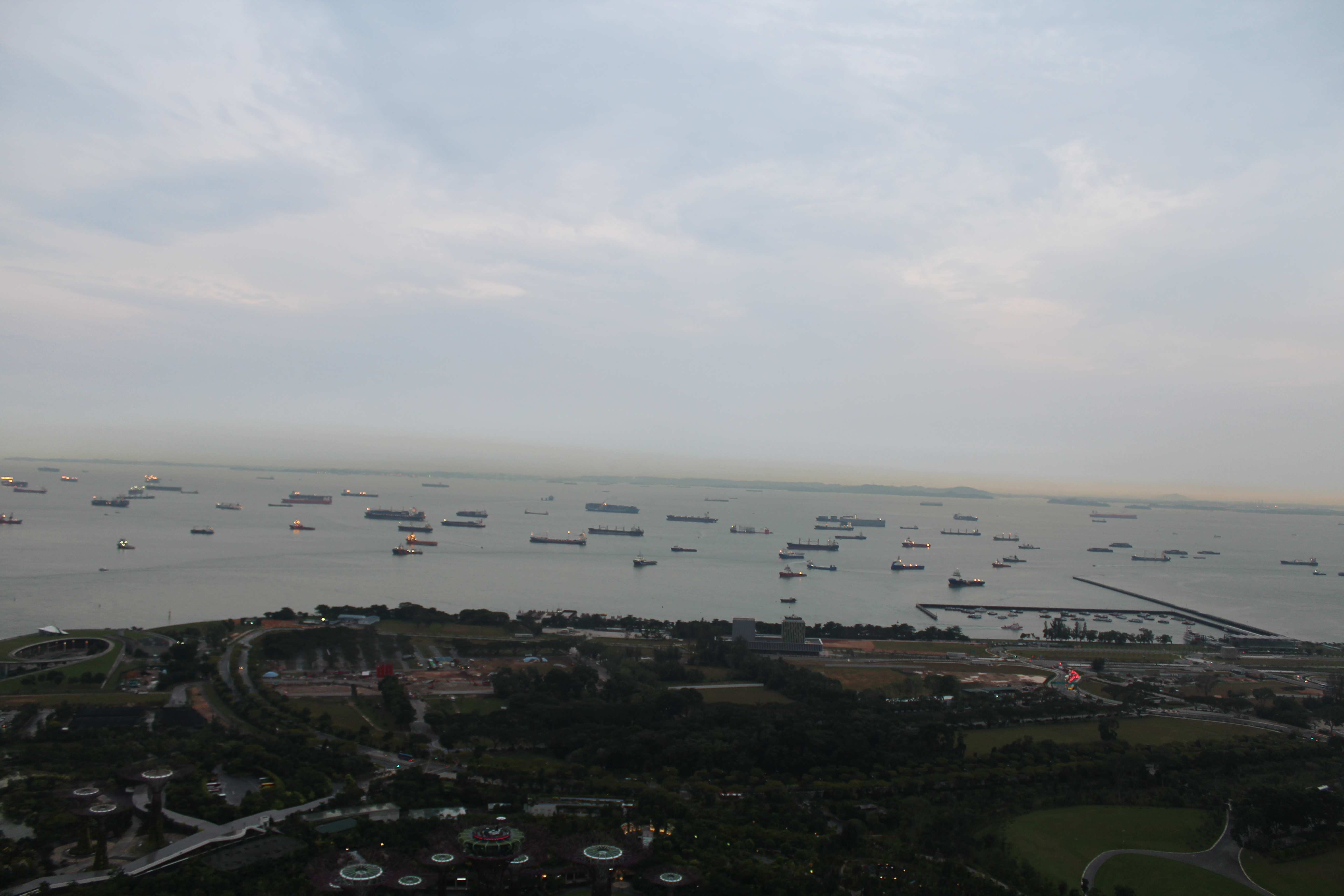
Aussicht auf die Straße von Singapur aus dem Marina Bay Sands in Singapur.
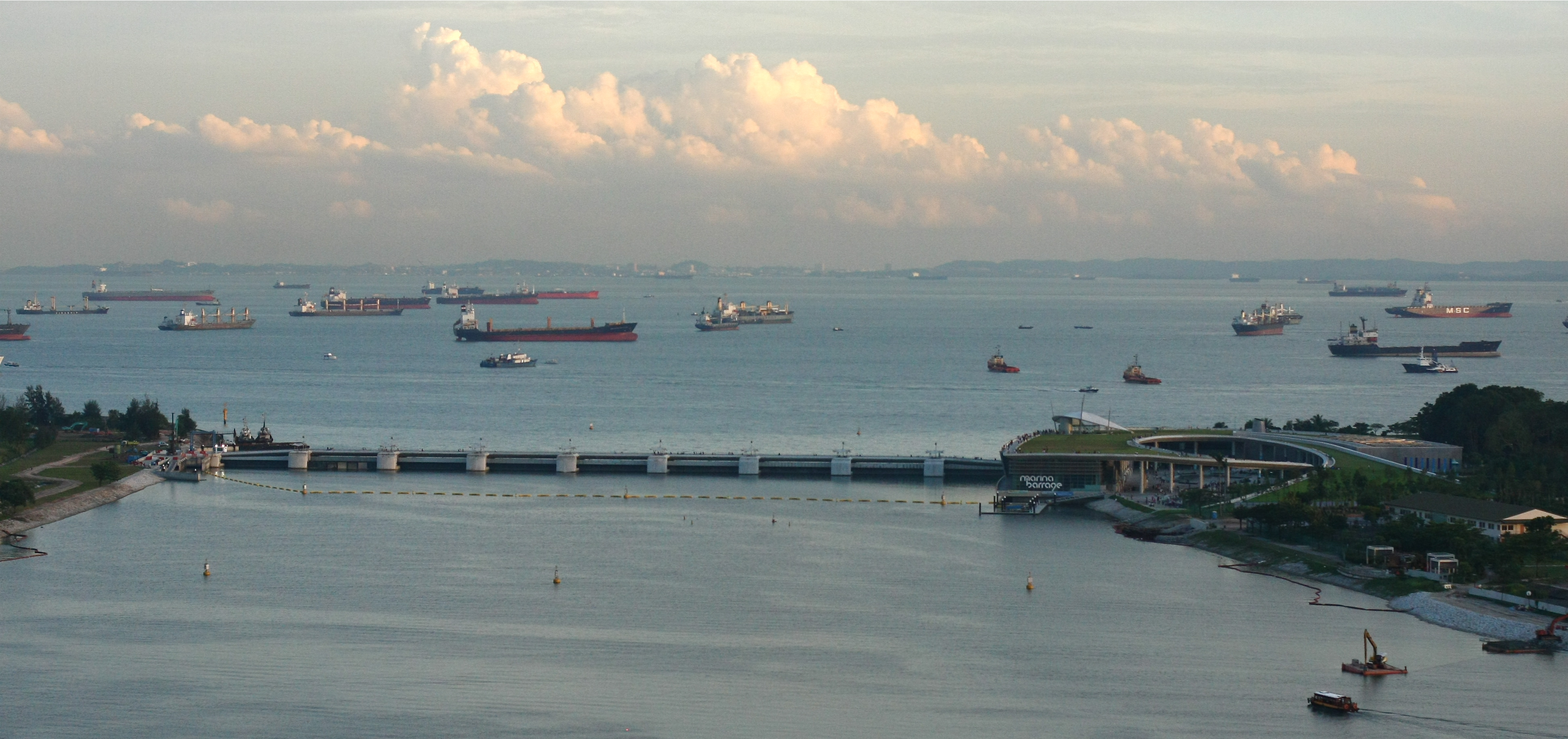
Marina Barrage und die Straße von Singapur.
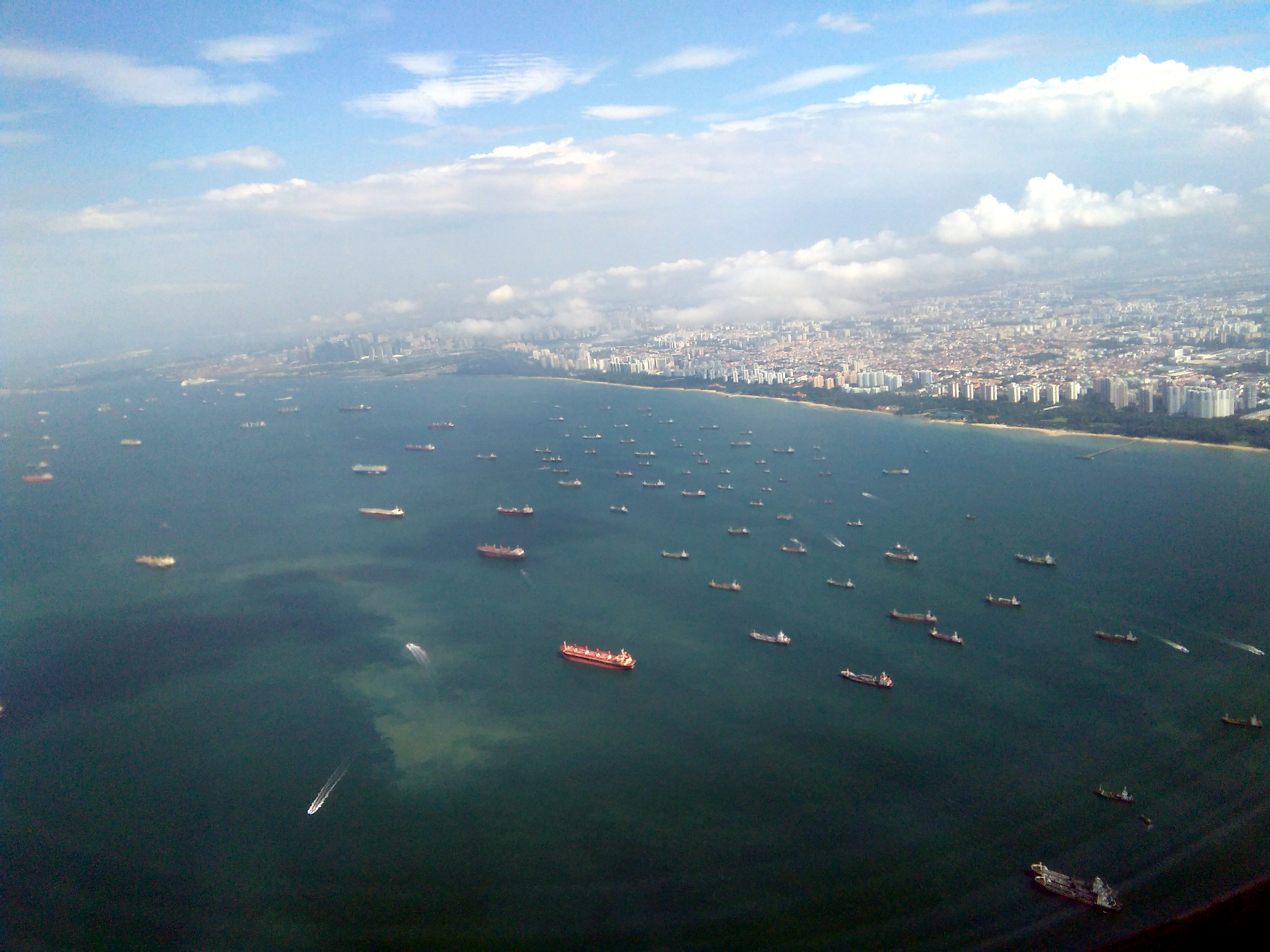
Straße von Singapur vor dem Stadtzentrum von Singapur